# Ферфилд (Оклахома)
Ферфилд (енгл. Fairfield) насељено је место без административног статуса у америчкој савезној држави Оклахома.

## Демографија
По попису из 2010. године број становника је 584, што је 217 (59,1%) становника више него 2000. године.
| Група             | 2000.       | 2010.       |
| Белци             | 133 (36,2%) | 199 (34,1%) |
| Афроамериканци    | 0 (0,0%)    | 0 (0,0%)    |
| Азијати           | 0 (0,0%)    | 2 (0,3%)    |
| Хиспаноамериканци | 6 (1,6%)    | 55 (9,4%)   |
| Укупно            | 367         | 584         |